# Raunheim

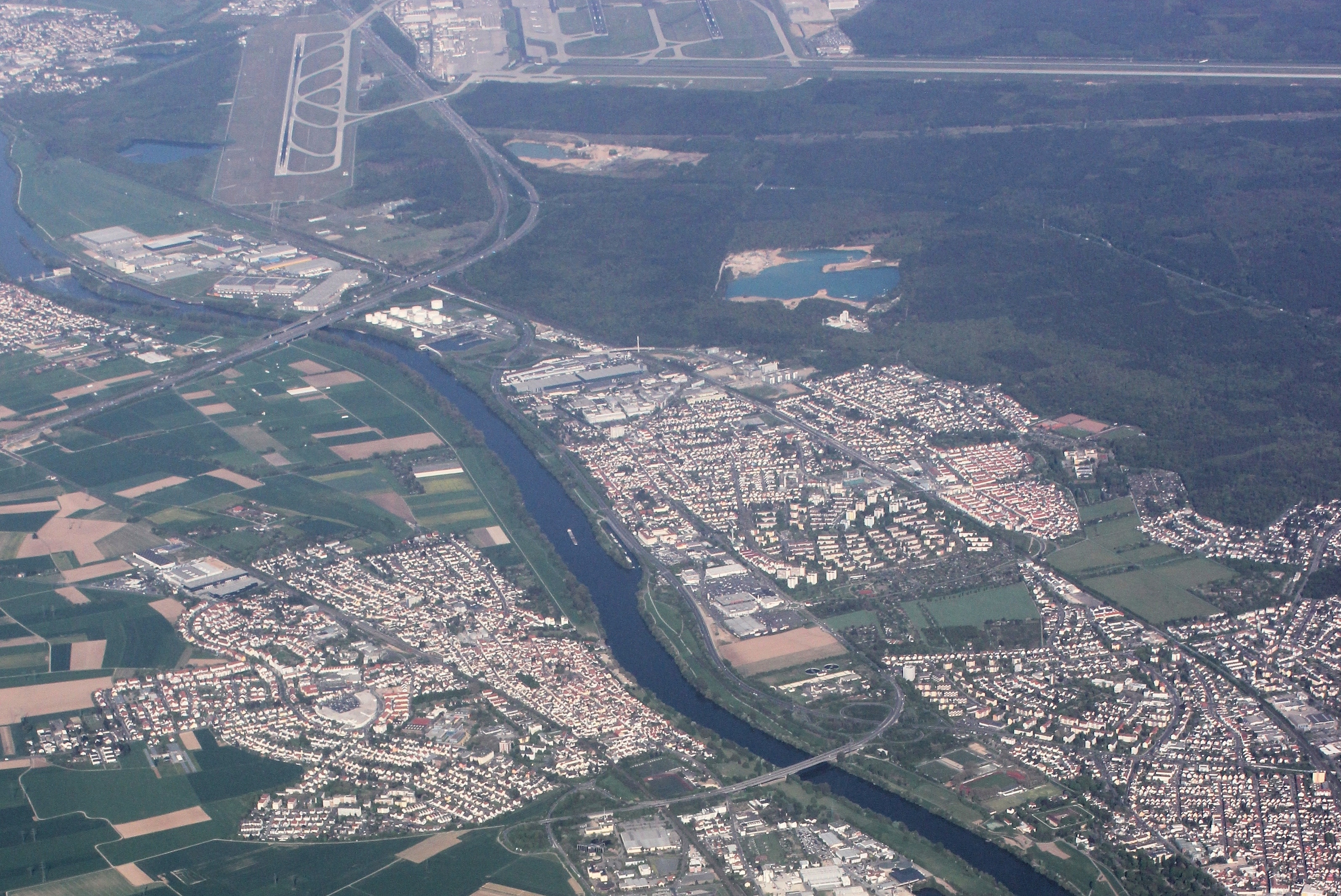
Raunheim am Main von oben, dahinter Raunheimer Waldsee und Flughafen Frankfurt

Raunheim ist eine Stadt im südhessischen Kreis Groß-Gerau im Rhein-Main-Gebiet etwa 20 km südwestlich von Frankfurt am Main am Südufer des Mains gelegen. Die Stadt grenzt direkt an den Frankfurter Flughafen.

## Geografie
Raunheim liegt im Rhein-Main-Gebiet zwischen Frankfurt am Main und Mainz am Südufer des Mains in unmittelbarer Nähe des Frankfurter Flughafens und wird zur Stadtregion Frankfurt gezählt.
Raunheim ist nicht in Stadtteile untergliedert. Es grenzt im Nordosten an die Stadt Kelsterbach, im Osten an den Flughafen der kreisfreien Stadt Frankfurt am Main, im Süden an die Stadt Rüsselsheim am Main sowie im Nordwesten an die Städte Flörsheim am Main und Hattersheim am Main.

## Geschichte

### Die Anfänge
Seit 7000 Jahren war das heutige Raunheim am Main nachweislich besiedelt, wohl weil das Gelände so günstig liegt. Mehrere parallele Mainläufe, die Inseln bildeten, der große Wald, das ebene Terrain und das günstige Klima dürften die Gründe dafür gewesen sein, dass die Gemarkung Raunheim ebenso wie das restliche Rhein-Main-Gebiet von der Urzeit bis heute als Heimstatt beliebt war.
Aus der Jungsteinzeit ist belegt, dass in der Maingewann des heutigen Raunheims ein Langhaus errichtet wurde. Später hatten die Römer hier bis etwa 250 nach Christus eine Ansiedlung nebst „villa rustica“ – ein kleiner Gutshof mit Pferdewechselstation für Reisende.
Die fränkische Besiedlung des Gebietes fand im 6. bis 8. Jahrhundert statt und für diese Zeit wird auch die Gründung Raunheims vermutet.
Am 6. April 910 wurde der Ort erstmals in einer Urkunde des Mainzer Erzbischofs Hatto erwähnt – als Abschrift vorhanden im Codex Eberhardi (ca. 1150). Das erste Original stammt aus dem Jahr 1211 – und hier, wie bei Hatto, heißt Raunheim Ruwenheim. In den historischen Unterlagen findet Raunheim in den folgenden Jahrhunderten unter anderem mit diesen Schreibweisen Erwähnung: Runheim im Jahr 1211, Ruwinheim 1313, Rawenheym und ab 1680 als Raunheim.
Im Jahr 1118 erfolgt die erste urkundliche Erwähnung des Mönchhofs mit einer Kapelle, der heutigen Mönchhofkapelle. Für das Jahr 1342 ist in Raunheim eine große Überschwemmung durch den Main belegt. Im Mittelalter befand sich Raunheim in wechselndem Grundbesitz. Als Grundbesitzer erwähnt sind das Kloster Hornbach, das Kloster St. Jakob in Mainz, die Grafen von Hagen-Münzenberg, die Grafen von Eppstein und ab 1425 die Grafen von Katzenelnbogen. Nach dem Tod des letzten Grafen 1479 wurde Raunheim aufgrund der 1458 erfolgten Heirat seiner Tochter Anna mit Landgraf Heinrich III. von Hessen-Marburg hessisch.
Die ersten Auswirkungen der Reformation zeigten sich in Raunheim ab dem Jahr 1530, als der erste lutherische Pfarrer Caspar Moeller dort predigte. Dies wurde möglich, nachdem Landgraf Philipp I. von Hessen im Jahre 1526 auf der Homberger Synode in seinem Herrschaftsbereich die Reformation einführte. 1590 wurde Raunheim endgültig evangelisch, als Landgraf Georg I. von Hessen-Darmstadt Pfarrhaus und Pfarrei dem Mainzer St. Stephansstift abkaufte.
Der Dreißigjährige Krieg von 1618 bis 1648 brachte auch über Raunheim Tod und Verderben. So flüchteten die bäuerlichen Bewohner im Dezember 1634 vor den Kriegswirren in die Festung Rüsselsheim. 1635 zogen schwedische Truppen durch Raunheim und brannten den halben Ort nieder. Die Pest wütete in den Jahren 1634 und 1635. 1641 hatte Raunheim laut Kirchenbuch nur noch „sieben Seelen“.

### Neuzeit
Verwaltungsmäßig gehörte Raunheim bis 1820 zum Amt Rüsselsheim, das ab 1816 zur Provinz Starkenburg des Großherzogtums Hessen (Hessen-Darmstadt) gehörte. 1821 wurden im Großherzogtum Landratsbezirke eingeführt und Raunheim wurde dem Landratsbezirk Dornberg zugeteilt.
Die Statistisch-topographisch-historische Beschreibung des Großherzogthums Hessen berichtet 1829 über Raunheim:

„Raunheim (L. Bez. Dornberg) luth. Pfarrdorf; nahe am Main 2 1⁄4 St. von Dornberg, hat 64 Häuser, 497 Einw., die bis auf 15 Kath., 1 Reform und 16 Juden lutherisch sind. Man findet eine neue Kirche. – Der Ort wird in einer Urkunde genannt, welche Erzbischof Hatto zu Mainz 910 ausstellte. Die Herrn von Eppenstein hatten ihn wahrscheinlich von den Herrn von Münzenberg erhalten, und Eberhard II. von Eppenstein verkaufte denselben 1425 an Johann III. Grafen von Katzenellenbogen um 2000 fl. Das Patronatrecht und den Zehnten veräußerte das St. Stephans stift zu Mainz 1590 an Landgraf Georg I.“

1832 wurden Kreise geschaffen und Raunheim kam in den Kreis Groß-Gerau. Die Provinzen, die Kreise und die Landratsbezirke des Großherzogtums wurden am 31. Juli 1848 abgeschafft und durch Regierungsbezirke ersetzt, was jedoch bereits am 12. Mai 1852 wieder rückgängig gemacht wurde. Dadurch gehörte Raunheim von 1848 bis 1852 zum Regierungsbezirk Darmstadt, bevor wieder der Kreis Groß-Gerau für die übergeordnete Verwaltung zuständig wurde. Dort verblieb der Ort durch alle weiteren Verwaltungsreformen bis heute.
Die zuständige Gerichtsbarkeit war während der Zugehörigkeit zu Hessen-Darmstadt von 1821 bis 1879 das Landgericht Großgerau und ab 1879 das daraus hervorgegangene Amtsgericht Groß-Gerau. Seit 1956 fällt Raunheim in den Zuständigkeitsbereich des Amtsgerichts Rüsselsheim.
Der Bau des ersten öffentlichen Schulhauses erfolgte im Jahr 1711 und in der Zeit von 1733 bis 1745 musste die Einquartierung und Verproviantierung fremder Heere infolge des Polnischen- und des Österreichischen Erbfolgekriegs hingenommen werden. Zwischen 1806 und 1815 kam es infolge der Napoleonischen Kriege in Raunheim zur Aushebung von Truppen durch Frankreich und zur Einquartierung französischer und russischer Truppen. 1863 erhielt Raunheim Anschluss an das Eisenbahnnetz durch die Eröffnung der Hessischen Ludwigsbahn. In der Neujahrsnacht von 1880 brach der Maindamm und Raunheim wurde von dem bis dahin größten dokumentierten Hochwasser heimgesucht.

### Industrialisierung
Mit dem Beginn der Industrialisierung waren auch in Raunheim viele Neuerungen und ein schneller Anstieg der Einwohnerzahlen zu verzeichnen. So wurde in den Jahren 1882 bis 1886 eine Mainschleuse erbaut, welche die Schifffahrt auf dem Main wieder attraktiver machen sollte. 1889 wurde durch die Firma Mannesmann ein Röhrenwerk gegründet. 1911 kam eine Lederfirma nach Raunheim, wodurch der Ort elektrischen Strom erhält. 1914 wurde eine Konservenfabrik eröffnet.

### 20. Jahrhundert bis heute
Im Ersten Weltkrieg werden 52 Raunheimer als „gefallen“ gezählt. Nach Kriegsende wurde im Versailler Vertrag die befristete Besetzung des Rheinlands mit vier rechtsrheinischen Brückenköpfen, zu denen auch Raunheim zählte, durch französische Truppen verhängt. Diese Besatzung endete zum 1. Juli 1930.
Im Zweiten Weltkrieg wurde der Ort durch Luftminen stark zerstört. Die halbe Bahnhofstraße wurde praktisch umgepflügt; der Industriebetrieb Hessenland, wo auch russische Zwangsarbeiter tätig waren, brannte tagelang. Unter der Bevölkerung gab es viele Tote, aber noch mehr Raunheimer starben an der Front oder blieben vermisst. Am Ende der Hitler-Diktatur 1945 hatte Raunheim knapp 4000 Einwohner.
Nach dem Zweiten Weltkrieg kamen Flüchtlinge und Heimatvertriebene in den Ort, und die Bevölkerungszahl wuchs schneller als je zuvor. Die Arbeiterwohngemeinde siedelte neue Industriebetriebe an. Bis dahin waren Opel und die schon überalterten Fabriken Hessenland und Ihm die größten Arbeitsstätten. Nun wurden auch Kanäle verlegt und Straßen asphaltiert, hatten doch bisher nur die Frankfurter Straße, die Mainzer Straße und die Bahnhofstraße eine feste Fahrbahn. Der große Rest bestand aus Schotterwegen und war oft bei Regen kaum passierbar. Die Raffinerie Caltex verdrängte das Hofgut Mönchhof. Raunheim wurde Erdölstadt. Es waren finanziell goldene Jahre, die schnell wieder zu Ende gingen. Auf dem Areal wurde nach dem Rückbau der Anlagen ab 2004 das Gewerbegebiet Mönchhof in erster Linie als Logistik- und Bürostandort entwickelt.
Beim Absturz eines US-Transportflugzeuges des Typs Fairchild C-82A Packet am 28. Januar 1952 bei Raunheim kamen drei Personen ums Leben (siehe auch: Flugzeugabsturz von Raunheim).
Am 27. Oktober 1966 wurde Raunheim zur Stadt ernannt. Aufgrund seiner Verschwisterungen – am 27. Oktober 1973 mit Le Teil im Département Ardèche in Südfrankreich und am 25. Oktober 1986 mit Trofarello in Norditalien – bekam Raunheim am 24. Oktober 1992 die Europafahne durch den Europarat verliehen. Damit wurde die Stadt Raunheim aufgrund ihrer Arbeit im Sinne des Europagedankens gewürdigt.
Im Zuge der Gebietsreform in Hessen in den 1970er Jahren wurde Raunheim als eine von wenigen Gemeinden nicht verändert.

### Der Stadtname
Wie Raunheim zu seinem Namen kam, ist nicht eindeutig geklärt. Der Heimatkundler Willi Wirth hat in einem Beitrag für die Stadt drei mögliche Erklärungen zusammengefasst.
- 1. Theorie: Raunheim entstand aus „Ruwenheim“, so die Schreibweise in den ersten urkundlichen Belegen von 910 und 1211: Das frühe Raunheim auf dem Hügel hinter der evangelischen Kirche soll Ausruheplatz der Schiffer und der Zugpferde gewesen sein. In diese Richtung wird auch das Raunheimer Wappen mit dem Ring und dem „Mauerhaken“ gedeutet: An dem Ring, der am Ufer verankert ist, hätte man einst die Boote festgemacht.
- 2. Theorie: Die Franken gaben ihren Siedlungen Namen mit der Endsilbe „heim“, wie auch die Nachbarstädte Rüsselsheim am Main, Bischofsheim, Flörsheim, Ginsheim belegen. Der Wortteil „Raun“ könnte sich im Laufe der Zeit von einem Namen eines fränkischen Herren abgeleitet haben, ähnlich wie sich Rüsselsheim nach Ruzilo ableitet. In der Frankenzeit hieß Raunheim Riuwunheim.
- 3. Theorie: Nach Auffassung des Rüsselsheimer Sprachwissenschaftlers und Historikers Ernst Erich Metzner geht der Name Raunheim auf ein Kloster mit dem Namen Hreûwun-haim (Heim der Reuen), gegründet vom Mainzer Bischof Hrôd-hard zurück, das genauso wie der Mönchhof dem St. Pirmins-Kloster Hornbach in der Westpfalz gehörte. Die frühen Schreibweisen – „Riuwunheim“ beziehungsweise „Ruwunheim“ – übersetzt Metzner mit „Heimstatt der tätigen Reue“. Es soll ein überaus strenges Kloster gewesen sein. Das Klosterkirchlein stand etwa dort, wo die alte Trauerhalle auf dem Raunheimer Friedhof heute steht, also abseits des einstigen Dorfes. Als später dem Klösterlein die Mönche ausgingen, wurde das Kirchlein aber von den Dörflern weiter benutzt. Die letztere Namensdeutung durch Metzner ist wohl nach Übereinstimmung mit den meisten Raunheimer Heimatkundlern die richtige. Metzners Forschungen haben auch ergeben, dass das Raunheimer Wappen ursprünglich ein Q darstellte und auf das Patrozinium des Klösterleins hindeutet, das dem Heiligen Quintinus geweiht war. Ein Raunheimer Wappen von 1622 sieht noch wie ein Q aus. Als die alten Patrozinien in Vergessenheit gerieten, wurde aus dem Q ein Ring mit Anker.

### Verwaltungsgeschichte im Überblick
Die folgende Liste zeigt die Staaten und Verwaltungseinheiten, denen Raunheim angehört(e):
- vor 1479: Heiliges Römisches Reich, Grafschaft Katzenelnbogen, Obergrafschaft Katzenelnbogen, Amt Dornberg
- ab 1479: Heiliges Römisches Reich, Landgrafschaft Hessen (durch Erbfall), Obergrafschaft Katzenelnbogen, Amt Rüsselsheim
- ab 1567: Heiliges Römisches Reich, Landgrafschaft Hessen-Darmstadt, Obergrafschaft Katzenelnbogen, Amt Rüsselsheim
- ab 1803: Heiliges Römisches Reich, Landgrafschaft Hessen-Darmstadt, Fürstentum Starkenburg, Amt Rüsselsheim
- ab 1806: Großherzogtum Hessen,[Anm. 2] Fürstentum Starkenburg, Amt Rüsselsheim[8]
- ab 1815: Großherzogtum Hessen[Anm. 3], Provinz Starkenburg, Amt Rüsselsheim
- ab 1821: Großherzogtum Hessen, Provinz Starkenburg, Landratsbezirk Dornberg[Anm. 4]
- ab 1832: Großherzogtum Hessen, Provinz Starkenburg, Kreis Groß-Gerau
- ab 1848: Großherzogtum Hessen, Regierungsbezirk Darmstadt
- ab 1852: Großherzogtum Hessen, Provinz Starkenburg, Kreis Groß-Gerau
- ab 1871: Deutsches Reich, Großherzogtum Hessen, Provinz Starkenburg, Kreis Groß-Gerau
- ab 1918: Deutsches Reich (Weimarer Republik), Volksstaat Hessen, Provinz Starkenburg, Kreis Groß-Gerau
- ab 1938: Deutsches Reich, Volksstaat Hessen, Landkreis Groß-Gerau[9][Anm. 5]
- ab 1945: Amerikanische Besatzungszone,[Anm. 6] Groß-Hessen, Regierungsbezirk Darmstadt, Landkreis Groß-Gerau
- ab 1946: Amerikanische Besatzungszone, Land Hessen, Regierungsbezirk Darmstadt, Landkreis Groß-Gerau
- ab 1949: Bundesrepublik Deutschland, Land Hessen, Regierungsbezirk Darmstadt, Landkreis Groß-Gerau

## Bevölkerung

### Einwohnerentwicklung
| • 1629: | 20 Hausgesesse            |
| • 1806: | 321 Einwohner, 57 Häuser  |
| • 1829: | 497 Einwohner, 64 Häuser  |
| • 1867: | 691 Einwohner, 102 Häuser |

| Raunheim: Einwohnerzahlen von 1791 bis 2020 | Raunheim: Einwohnerzahlen von 1791 bis 2020 | Raunheim: Einwohnerzahlen von 1791 bis 2020 | Raunheim: Einwohnerzahlen von 1791 bis 2020 | Raunheim: Einwohnerzahlen von 1791 bis 2020 |
| --- | ------------------------------------------- | ------------------------------------------- | ------------------------------------------- | ------------------------------------------- |
| Jahr |                                             |                                             |                                             | Einwohner                                   |
| 1791 | 1791                                        |                                             | 244                                         | 244                                         |
| 1800 | 1800                                        |                                             | 303                                         | 303                                         |
| 1806 | 1806                                        |                                             | 321                                         | 321                                         |
| 1829 | 1829                                        |                                             | 497                                         | 497                                         |
| 1834 | 1834                                        |                                             | 539                                         | 539                                         |
| 1840 | 1840                                        |                                             | 534                                         | 534                                         |
| 1846 | 1846                                        |                                             | 587                                         | 587                                         |
| 1852 | 1852                                        |                                             | 644                                         | 644                                         |
| 1858 | 1858                                        |                                             | 602                                         | 602                                         |
| 1864 | 1864                                        |                                             | 668                                         | 668                                         |
| 1871 | 1871                                        |                                             | 670                                         | 670                                         |
| 1875 | 1875                                        |                                             | 700                                         | 700                                         |
| 1885 | 1885                                        |                                             | 862                                         | 862                                         |
| 1895 | 1895                                        |                                             | 1.005                                       | 1.005                                       |
| 1905 | 1905                                        |                                             | 1.583                                       | 1.583                                       |
| 1910 | 1910                                        |                                             | 1.931                                       | 1.931                                       |
| 1925 | 1925                                        |                                             | 2.229                                       | 2.229                                       |
| 1939 | 1939                                        |                                             | 3.151                                       | 3.151                                       |
| 1946 | 1946                                        |                                             | 3.688                                       | 3.688                                       |
| 1950 | 1950                                        |                                             | 4.166                                       | 4.166                                       |
| 1956 | 1956                                        |                                             | 4.937                                       | 4.937                                       |
| 1961 | 1961                                        |                                             | 6.140                                       | 6.140                                       |
| 1967 | 1967                                        |                                             | 12.388                                      | 12.388                                      |
| 1970 | 1970                                        |                                             | 13.546                                      | 13.546                                      |
| 1972 | 1972                                        |                                             | 13.615                                      | 13.615                                      |
| 1975 | 1975                                        |                                             | 12.381                                      | 12.381                                      |
| 1980 | 1980                                        |                                             | 11.756                                      | 11.756                                      |
| 1985 | 1985                                        |                                             | 10.968                                      | 10.968                                      |
| 1990 | 1990                                        |                                             | 11.498                                      | 11.498                                      |
| 1995 | 1995                                        |                                             | 11.691                                      | 11.691                                      |
| 2000 | 2000                                        |                                             | 13.058                                      | 13.058                                      |
| 2005 | 2005                                        |                                             | 13.960                                      | 13.960                                      |
| 2010 | 2010                                        |                                             | 14.848                                      | 14.848                                      |
| 2011 | 2011                                        |                                             | 14.473                                      | 14.473                                      |
| 2015 | 2015                                        |                                             | 15.636                                      | 15.636                                      |
| 2020 | 2020                                        |                                             | 16.096                                      | 16.096                                      |
| Datenquelle: Historisches Gemeindeverzeichnis für Hessen: Die Bevölkerung der Gemeinden 1834 bis 1967. Wiesbaden: Hessisches Statistisches Landesamt, 1968. Weitere Quellen: LAGIS; 1791; 1800; 1972; Hessisches Statistisches Informationssystem; Zensus 2011 |                                             |                                             |                                             |                                             |

### Einwohnerstruktur
Raunheim ist nach Darstellung des Statistischen Landesamtes die vom Altersdurchschnitt her jüngste Stadt Hessens. Im Durchschnitt ist ein Einwohner 38,5 Jahre alt (Stand 2007), der Landesdurchschnitt liegt bei 42,7 Jahren.
Nach den Erhebungen des Zensus 2011 lebten am Stichtag, dem 9. Mai 2011, in Raunheim 14.473 Einwohner. Darunter waren 3872 (26,7 %) Ausländer, von denen 1268 aus dem EU-Ausland, 1820 aus anderen europäischen Ländern und 284 aus anderen Staaten kamen. Von den deutschen Einwohnern hatten 26,0 % einen Migrationshintergrund.  Nach dem Lebensalter waren 3027 Einwohner unter 18 Jahren, 6864 zwischen 18 und 49, 2340 zwischen 50 und 64 und 2344 Einwohner waren älter. Die Einwohner lebten in 5850 Haushalten. Davon waren 1803 Singlehaushalte, 1425 Paare ohne Kinder und 1992 Paare mit Kindern, sowie 450 Alleinerziehende und 183 Wohngemeinschaften. In 1017 Haushalten lebten ausschließlich Senioren und in 4287 Haushaltungen leben keine Senioren.
Per 30. Juni 2014 wies die Stadt Raunheim einen Ausländeranteil (gemeldete Einwohner ohne deutsche Staatsangehörigkeit) in Höhe von 28,0 Prozent auf und hatte somit nach Offenbach am Main und Kelsterbach den dritthöchsten Anteil aller hessischen Kommunen. Rund 63 % und damit mehr als die Hälfte der Bewohner Raunheims haben gemäß Hessenschau einen Migrationshintergrund.
Bis zum Jahr 2020 erhöhte sich die Ausländerquote auf 34,1 %.

### Historische Religionszugehörigkeit
| • 1829: | 465 lutheranische (= 93,56 %), einen reformierten (= 0,20 %), 16 jüdische (= 3,22 %) und 15 katholische (= 3,02 %) Einwohner                                                        |
| • 1961: | 3572 evangelische (= 58,18 %), 2156 katholische (= 35,11 %) Einwohner |
| • 1987: | 4889 evangelische (= 36,67 %), 3479 katholische (= 26,10 %), 2971 sonstige (= 22,29 %) Einwohner                                                                                    |
| • 2011: | 3180 evangelische (= 22,0 %), 2990 katholische (= 20,7 %), 150 freikirchliche (= 1,0 %), 620 orthodoxe (= 4,3 %), 1370 andersgläubige (= 9,5 %), 6170 sonstige (= 42,5 %) Einwohner |

### Erwerbstätigkeit
Die Gemeinde im Vergleich mit Landkreis, Regierungsbezirk Darmstadt und Hessen:
|                                                   | Jahr | Gemeinde | Landkreis | Regierungsbezirk | Hessen    |
| ------------------------------------------------- | ---- | -------- | --------- | ---------------- | --------- |
| Sozialversicherungspflichtig Beschäftigte         | 2017 | 6.277    | 98.042    | 1.695.567        | 2.524.156 |
| Veränderung zu                                    | 2000 | +80,4 %  | +5,4 %    | +16,1 %          | +16,0 %   |
| davon Vollzeit                                    | 2017 | 79,4 %   | 75,9 %    | 72,8 %           | 71,8 %    |
| davon Teilzeit                                    | 2017 | 20,6 %   | 24,1 %    | 27,2 %           | 28,2 %    |
| Ausschließlich geringfügig entlohnte Beschäftigte | 2017 | 505      | 13.048    | 224.267          | 372.991   |
| Veränderung zu                                    | 2000 | +20,8 %  | −9,6 %    | +9,0 %           | +8,8 %    |

| Branche                         | Jahr | Gemeinde | Landkreis | Regierungsbezirk | Hessen |
| ------------------------------- | ---- | -------- | --------- | ---------------- | ------ |
| Produzierendes Gewerbe          | 2000 | 39,3 %   | 43,8 %    | 27,0 %           | 30,6 % |
|                                 | 2017 | 23,7 %   | 33,2 %    | 20,4 %           | 24,3 % |
| Handel, Gastgewerbe und Verkehr | 2000 | 40,0 %   | 27,6 %    | 26,4 %           | 25,1 % |
|                                 | 2017 | 39,7 %   | 27,9 %    | 24,7 %           | 23,8 % |
| Unternehmensdienstleistungen    | 2000 | 11,8 %   | 14,0 %    | 25,1 %           | 20,2 % |
|                                 | 2017 | 37,8 %   | 19,9 %    | 31,6 %           | 26,1 % |
| Sonstige Dienstleistungen       | 2000 | 8,9 %    | 13,7 %    | 20,1 %           | 22,5 % |
|                                 | 2017 | 8,8 %    | 18,6 %    | 23,0 %           | 25,4 % |
| Sonstiges (bzw. ohne Zuordnung) | 2000 | 0,9 %    | 1,0 %     | 1,4 %            | 1,5 %  |
|                                 | 2017 | 25,5 %   | 0,0 %     | 0,3 %            | 0,4 %  |

*) anonymisiert

## Religion

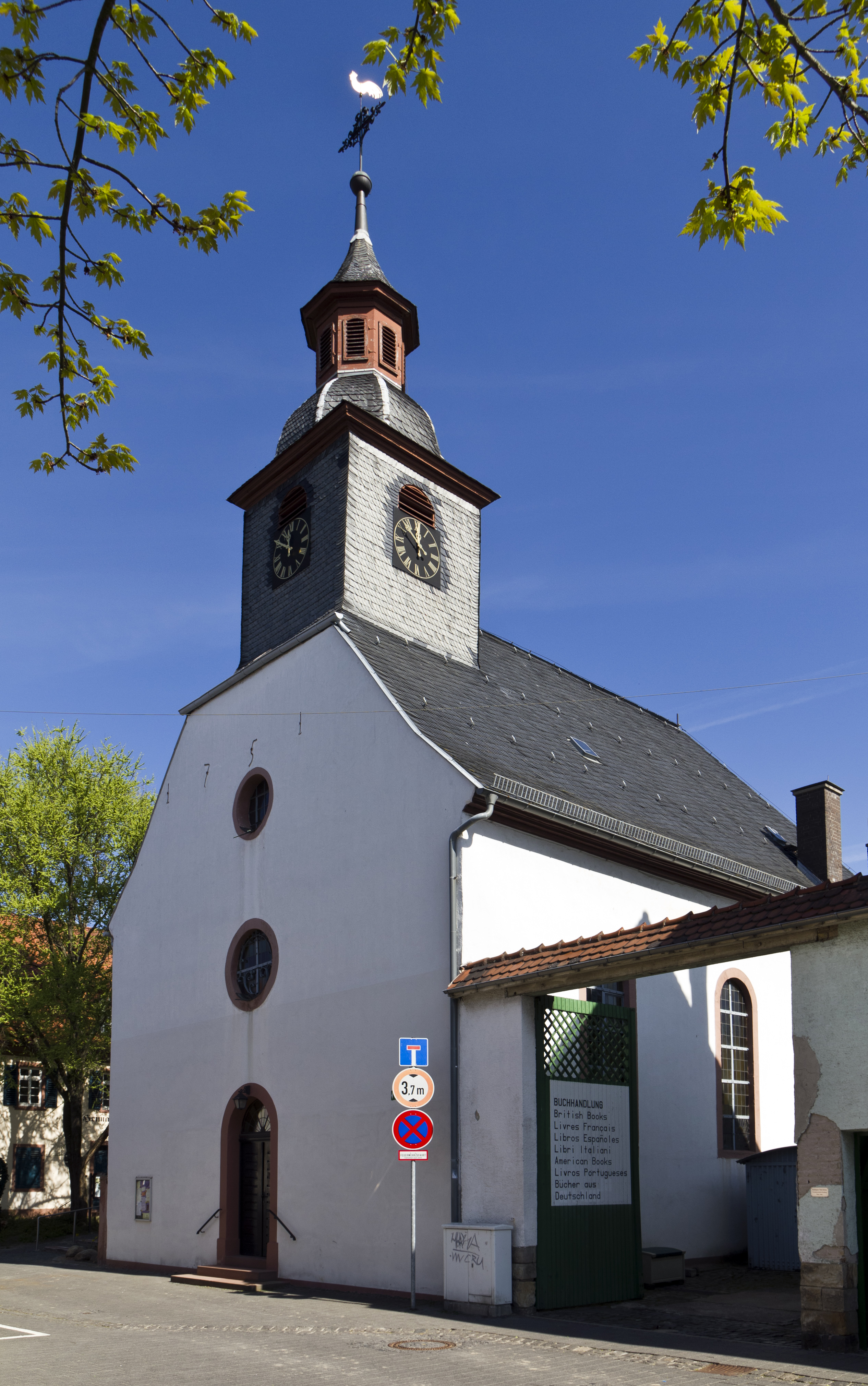
Martin-Luther-Kirche

Medien berichteten im November 2021, dass von den ca. 16.000 Einwohnern 5000 christlich und über 6000 muslimisch seien. Daher hat die Stadt Raunheim die Erlaubnis für den Muezzinruf, den öffentlichen Ruf zum muslimischen Freitagsgebet, per Lautsprecher erteilt – zu Beginn der Corona-Pandemie vorerst befristet, seit November 2021 auf unbefristete Zeit.

### Konfessionsstatistik
Der Anteil der Protestanten und Katholiken an der Gesamtbevölkerung sinkt. Gemäß Zensus 2022 waren (2022) 12,0  % der Einwohner evangelisch, 14,8 % katholisch und 73,1 % gehörten einer sonstigen oder keiner Glaubensgemeinschaft an oder machten keine Angabe.

### Christliche Gemeinden
Raunheim war seit der Reformation zeitweilig überwiegend von evangelischen Christen bewohnt. Seit 1530 wurde in Raunheim evangelisch gepredigt. Nach dem Zweiten Weltkrieg kamen katholische Heimatvertriebene und Flüchtlinge unter anderem aus dem Sudetenland nach Raunheim. Heute gibt es mehr katholische wie evangelische Christen in Raunheim.
In der Frankfurter Straße steht im Hotel Attaché außerdem eine russisch-orthodoxe Kapelle zur Verfügung, die vom dortigen Hotelbetreiber unterhalten wird.

### Buddhistische Gemeinde
In der Odenwaldstraße gibt es ein von thailändischen Mönchen betriebenes Buddhistisches Kloster. Es gehört zur Wat-Phra-Dhammakaya-Sekte und war wegen Platzmangels von Frankfurt nach Raunheim ausgewichen.

### Muslimische Gemeinden
2011 waren 28 % der Einwohner muslimisch.
Für Muslime existierten Gebetshäuser in der Robert-Koch-Straße und Frankfurter Straße, sowie ein Gebetszentrum der Ahmadiyya Muslim Jamaat in der Jakobstraße.

## Politik

### Stadtverordnetenversammlung
Die Kommunalwahl am 14. März 2021 lieferte folgendes Ergebnis, in Vergleich gesetzt zu früheren Kommunalwahlen:
| Sitzverteilung in der Stadtverordnetenversammlung 2021Insgesamt 31 Sitze - SPD: 15 - Grüne: 4 - FDP: 3 - FNR: 1 - FWR: 1 - CDU: 7 | Parteien und Wählergemeinschaften           | Parteien und Wählergemeinschaften | 2021     | 2021   | 2016     | 2016   | 2011     | 2011   | 2006     | 2006   | 2001     | 2001   | 1997     | 1997   |
| Sitzverteilung in der Stadtverordnetenversammlung 2021Insgesamt 31 Sitze - SPD: 15 - Grüne: 4 - FDP: 3 - FNR: 1 - FWR: 1 - CDU: 7 | Parteien und Wählergemeinschaften           | Parteien und Wählergemeinschaften | Anteil 1 | Sitze  | Anteil 1 | Sitze  | Anteil 1 | Sitze  | Anteil 1 | Sitze  | Anteil 1 | Sitze  | Anteil 1 | Sitze  |
| Sitzverteilung in der Stadtverordnetenversammlung 2021Insgesamt 31 Sitze - SPD: 15 - Grüne: 4 - FDP: 3 - FNR: 1 - FWR: 1 - CDU: 7 | Sozialdemokratische Partei Deutschlands     | SPD                               | 47,8     | 15     | 52,2     | 16     | 50,8     | 16     | 50,1     | 16     | 50,1     | 16     | 50,0     | 19     |
| Sitzverteilung in der Stadtverordnetenversammlung 2021Insgesamt 31 Sitze - SPD: 15 - Grüne: 4 - FDP: 3 - FNR: 1 - FWR: 1 - CDU: 7 | Christlich Demokratische Union Deutschlands | CDU                               | 21,3     | 7      | 22,2     | 7      | 24,4     | 7      | 31,4     | 10 2   | 29,3     | 9      | 24,6     | 9      |
| Sitzverteilung in der Stadtverordnetenversammlung 2021Insgesamt 31 Sitze - SPD: 15 - Grüne: 4 - FDP: 3 - FNR: 1 - FWR: 1 - CDU: 7 | Bündnis 90/Die Grünen                       | GRÜNE                             | 13,4     | 4      | 11,5     | 4      | 16,5     | 5      | 7,9      | 2      | 9,1      | 3      | 13,3     | 5      |
| Sitzverteilung in der Stadtverordnetenversammlung 2021Insgesamt 31 Sitze - SPD: 15 - Grüne: 4 - FDP: 3 - FNR: 1 - FWR: 1 - CDU: 7 | Freie Demokratische Partei                  | FDP                               | 10,1     | 3      | 9,9      | 3      | 6,1      | 2      | 10,7     | 3      | 11,5     | 3      | 12,1     | 4      |
| Sitzverteilung in der Stadtverordnetenversammlung 2021Insgesamt 31 Sitze - SPD: 15 - Grüne: 4 - FDP: 3 - FNR: 1 - FWR: 1 - CDU: 7 | Forum Neues Raunheim                        | FNR                               | 4,3      | 1      | 4,2      | 1      | 2,2      | 1      | —        | —      | —        | —      | —        | —      |
| Sitzverteilung in der Stadtverordnetenversammlung 2021Insgesamt 31 Sitze - SPD: 15 - Grüne: 4 - FDP: 3 - FNR: 1 - FWR: 1 - CDU: 7 | Freie Wähler Raunheim                       | FWR                               | 3,1      | 1      | –        | –      | –        | –      | —        | —      | —        | —      | —        | —      |
| Anteil ungültiger Stimmen (in %)                                                                                                  | Anteil ungültiger Stimmen (in %)            | Anteil ungültiger Stimmen (in %)  | 3,6      |        | 5,8      |        | 5,6      |        | 4,5      |        | 3,8      |        | 5,0      |        |
| Sitze gesamt | Sitze gesamt                                | Sitze gesamt                      | 31       | 31     | 31       | 31     | 31       | 31     | 31       | 31     | 31       | 31     | 37       | 37     |
| Wahlbeteiligung | Wahlbeteiligung                             | Wahlbeteiligung                   | 37,9 %   | 37,9 % | 36,9 %   | 36,9 % | 40,7 %   | 40,7 % | 36,1 %   | 36,1 % | 51,6 %   | 51,6 % | 66,2 %   | 66,2 % |

### Bürgermeister

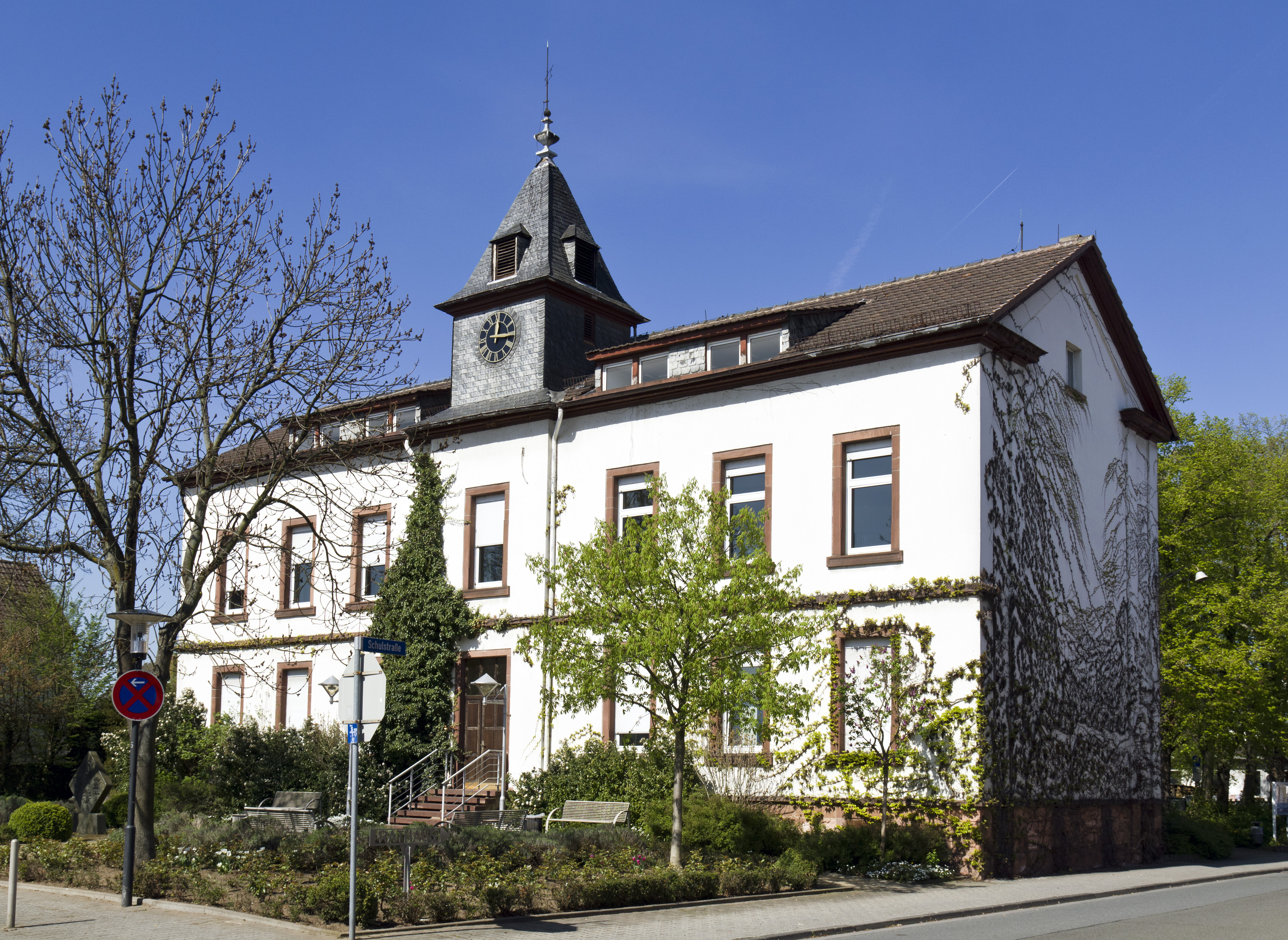
Ehemaliges Rathaus in der Schulstraße

Nach der hessischen Kommunalverfassung wird der Bürgermeister für eine sechsjährige Amtszeit gewählt, seit dem Jahr 1993 in einer Direktwahl, und ist Vorsitzender des Magistrats, dem in der Stadt Raunheim neben dem Bürgermeister ehrenamtlich ein Erster Stadtrat und fünf weitere Stadträte angehören. Die Stärke der in der Stadtverordnetenversammlung vertretenen Fraktionen spiegelt sich grundsätzlich in der Zusammensetzung des ehrenamtlichen Magistrats wider. Bürgermeister ist seit dem 1. April 2023 David Rendel (SPD), der in der Kommunalpolitik zuletzt Stadtverordnetenvorsteher war. Der Amtsvorgänger Thomas Jühe (SPD) wurde in seiner vierten Amtszeit am 1. Dezember 2022 auf Grund einer schweren Erkrankung wegen Dienstunfähigkeit vorzeitig in den Ruhestand versetzt. Deshalb übernahm die Erste Stadträtin Dorothee Herberich (SPD) kommissarisch die Leitung der Stadtverwaltung und die Wahl eines neuen Bürgermeisters musste vorgezogen werden. David Rendel erhielt am 5. März 2023 im ersten Wahlgang bei 48,7 Prozent Wahlbeteiligung 55,1 Prozent der Stimmen und setzte sich so gegen fünf Mitbewerber durch.
Amtszeiten der Bürgermeister
- 2023–2029 David Rendel (SPD)[36]
- 2000–2022 Thomas Jühe (SPD) (1963–2022)[37]
- 1988–2000 Herbert Haas (SPD)
- 1969–1988 Günther Diehl (SPD)
- 1955–1969 Erwin Lang (SPD) (1924–2020)
- 1949–1955 Adam Wildmeister (CDU)
- 1947–1949 Heinrich Schneiker (SPD)
- 1945–1947 Philipp Jakob Renneisen (SPD) (von der US-Militäradministration eingesetzt)
- 1945 Georg Kuschmirz (von der US-Militäradministration eingesetzt)
- 1945 Wilhelm Schnell (von der US-Militäradministration eingesetzt)
- 1944–1945 Adolf Thiel (eingesetzt von den Nationalsozialisten)
- 1941–1944 Heinrich Schürmann (eingesetzt von den Nationalsozialisten)
- 1934–1941 Hans Weigandt (eingesetzt von den Nationalsozialisten)
- 1918–1934 Adam Michel
- 1899–1918 Heinrich Preß
- 1884–1899 Philipp Kern (Großherzoglicher Bürgermeister)
- 1854–1884 Johann Adam Michels
- 1842–1854 Philipp Gottron
- 1831–1842 Jakob Reinheimer
- 1823–1831 Johann Niklaus Schnell

### Ausländerbeirat
Neben dem Ausländerbeiratsvorsitzenden Serdar Tanner (WFA) gehören dem achtköpfigen Gremium ehrenamtlich an: Stellvertretender Vorsitzender Kadir Erdogan (RUL), Bengül Malkoc (RUL), Recep Arikök (RUL), Yahya Güler (RUL), Vaughn Coleman (IS), Julia Alcocer Maestre (IS), Muhittin Salur (WFA), Tuncay Seven (WFA)

### Wappen und Flagge
Wappen

Das Wappen wurde 1926 durch das Hessische Ministerium des Innern amtlich genehmigt.
| Wappen von Raunheim | Blasonierung: „In Gold ein roter Ring, an dem oben eine rote Hafte befestigt ist.“ |
| Wappen von Raunheim | Wappenbegründung: In kopfstehender Wiedergabe kommt diese einfache Dorfmarke bereits in einem Gerichtssiegel aus dem späten 16. Jahrhundert (Abdruck 1625) und in ähnlicher Gestaltung auch auf Grenzsteinen des 18. Jahrhunderts vor. Anlässlich der Vorbereitung seiner Veröffentlichung „Die Siegel und Wappen der Gemeinden des Kreises Groß-Gerau“ (1929) empfahl Wilhelm Diehl die obigen Farben, nach denen sich die Verleihung durch den Hessischen Innenminister um 1926 richtete. Im Hessischen Ortswappenbuch wird die Tingierung umgekehrt und die Hafte als „Krampe“ bezeichnet. Die Gestaltung des Wappens lag in den Händen des Heraldikers Georg Massoth. |

Flagge
Die Flagge wurde der Gemeinde am 9. April 1964 durch den Hessischen Innenminister genehmigt.
Beschreibung: „Auf einer breiten roten Mittelbahn, beseitet von schmaleren goldenen Seitenbahnen, im oberen Drittel aufgelegt das Gemeindewappen.“

### Städtepartnerschaften
Raunheim unterhält seit dem 27. Oktober 1973 eine Städtepartnerschaft zum französischen Le Teil im Département Ardèche, seit 25. Oktober 1986 zum italienischen Trofarello in der Nähe von Turin. Raunheim bekam am 24. Oktober 1992 die Europafahne durch den Europarat verliehen. Damit wurde die Stadt Raunheim aufgrund ihrer Arbeit im Sinne des Europagedankens gewürdigt.
Mit Shiramine in Japan wurde am 14. Mai 1997 ein Freundschaftsvertrag geschlossen.
Die Anne-Frank-Schule pflegt eine Schulpartnerschaft mit der Malbank-School im englischen Nantwich (Grafschaft Cheshire).

## Kultur und Sehenswürdigkeiten

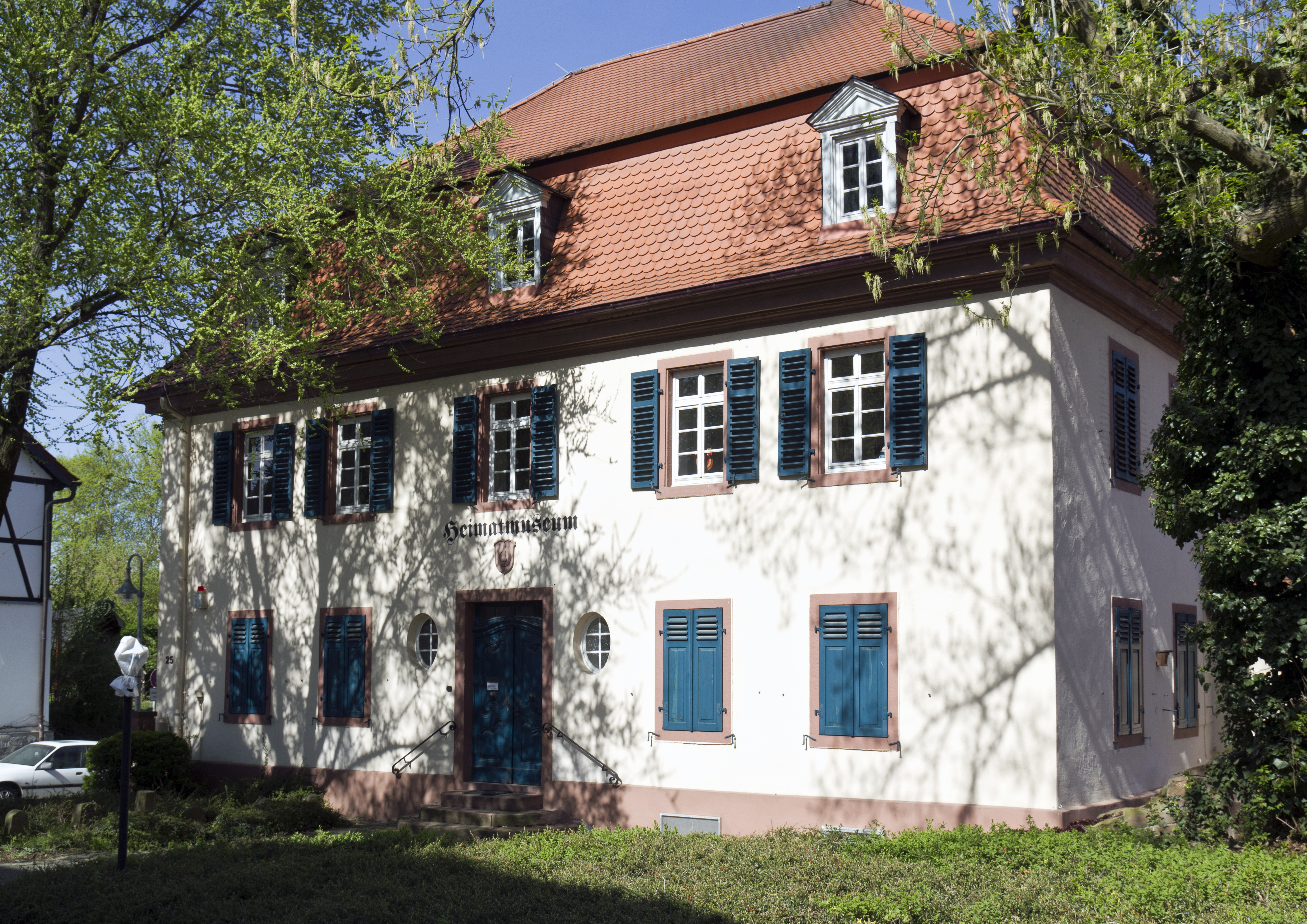
Heimatmuseum

- Gegenüber der alten Kirche in der Mainstraße befindet sich das Heimatmuseum. Dieses ist jeden ersten Sonntag im Monat geöffnet. Der Eintritt ist frei.
- Martin-Luther-Kirche
- Mönchhofkapelle
- Raunheimer Waldsee (unter Raunheimern auch als „Dr. Bauer See“ bekannt),[43] großflächiger, kostenpflichtiger Baggersee mit abgetrenntem FKK-Bereich mit Kiosk und Spielplatz (Pinta Beach)
- Schrägseilbrücke über die Bahngleise zum Gewerbegebiet „Airport Garden“, 2015 eröffnet[44][45]
- Über die mit einem Architekturpreis gewürdigte und 2014 eröffnete Ölhafenbrücke Raunheim führt der Main-Radweg.[46]
- Schallehaus (Haus unter der Linde), 1750–1810 erbautes und 2011 restauriertes Fachwerkhaus, das als Seniorenberatungszentrum genutzt wird.[47]

### Sport
Im Wald sind der Schützenverein Tell und der Gebrauchs- und Schutzhundeverein Raunheim e. V. (GSV) beheimatet. Weitere Sportvereine in Raunheim sind der Turn- und Sportverein (TSV) Raunheim, der Tennis Klub Raunheim (TKR), die SV 07 Raunheim und die SSV Raunheim. Der Kanu-Club-Wanderfahrer 1955 e. V. Raunheim wurde im Dezember 1955 gegründet und besitzt ein Bootshaus in der Anton-Flettner-Straße 20. Der Yachtclub Untermain e. V. im ADAC betreibt einen Yachthafen am Main.

## Wirtschaft und Infrastruktur

### Flächennutzung
Das Gemeindegebiet umfasst eine Gesamtfläche von 1261 Hektar, davon entfallen in ha auf:
| Nutzungsart             | Nutzungsart             | 2011 | 2015 |
| ----------------------- | ----------------------- | ---- | ---- |
| Gebäude- und Freifläche | Gebäude- und Freifläche | 215  | 220  |
| davon                   | Wohnen                  | 131  | 131  |
|                         | Gewerbe                 | 30   | 36   |
| Betriebsfläche          | Betriebsfläche          | 126  | 128  |
| davon                   | Abbauland               | 37   | 38   |
| Erholungsfläche         | Erholungsfläche         | 21   | 34   |
| davon                   | Grünanlage              | 14   | 28   |
| Verkehrsfläche          | Verkehrsfläche          | 153  | 155  |
| Landwirtschaftsfläche   | Landwirtschaftsfläche   | 62   | 35   |
| davon                   | Moor                    | 0    | 0    |
|                         | Heide                   | 0    | 0    |
| Waldfläche              | Waldfläche              | 633  | 635  |
| Wasserfläche            | Wasserfläche            | 47   | 48   |
| Sonstige Nutzung        | Sonstige Nutzung        | 5    | 4    |

### Wirtschaftsstruktur
Die verkehrsgünstige Lage am Main sowie die Nähe von Flughafen und Autobahn haben die Stadt nach dem Zweiten Weltkrieg schnell wachsen (1945: 3600 Einwohner) und zu einem bedeutenden Industriestandort werden lassen. Mehrere tausend Arbeitsplätze sollen bald auf dem Gelände der ehemaligen Caltex-Raffinerie entstehen, das nun Mönchhof-Gelände heißt.
Die Stadt unterhält einen Eigenbetrieb, die Stadtwerke Raunheim. Im November 2017 bezogen rund 1000 Mitarbeiter der Lufthansa-Tochter Lufthansa Systems GmbH & Co. KG ihre neue Firmenzentrale im neuen Gewerbegebiet Airport Garden auf dem Gelände der ehemaligen Lederfabrik Resart-Ihm.

### Verkehr
Vom Stadtzentrum sind es etwa zwei Kilometer zur Anschlussstelle der A 3 und etwa acht Kilometer zum Flughafen Frankfurt Main. Im öffentlichen Personennahverkehr besteht ein S-Bahn-Anschluss nach Frankfurt, Mainz und Wiesbaden. Den Bahnhof Raunheim an der Bahnstrecke Mainz–Frankfurt bedienen die S-Bahn-Linien S8 und S9 des Rhein-Main-Verkehrsverbunds (RMV). Zudem gibt es eine innerstädtische Buslinie Nummer 79. Raunheim ist eingebunden in die Busverbindung Linie 72 zwischen Ginsheim und dem Frankfurter Flughafen. Beide Linien werden von der Regionalverkehr Kurhessen GmbH (RKH) im Auftrag der Lokalen Nahverkehrsgesellschaft des Kreises Groß-Gerau (LNVG) bedient.

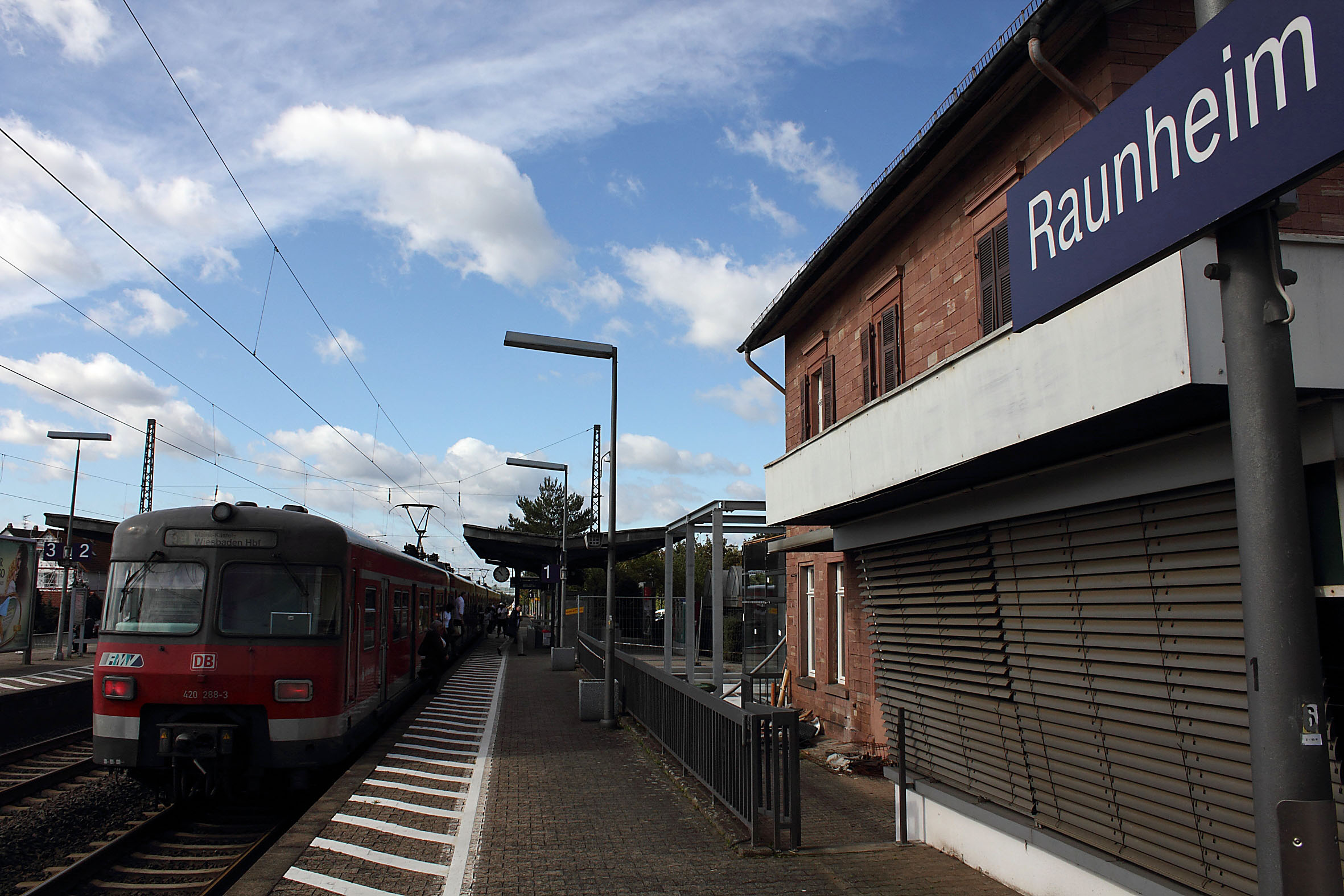
Bahnhof Raunheim

Die Nähe zum Flughafen ist nicht nur von Vorteil, da Raunheim im Einfluggebiet liegt. Bei entsprechenden Windverhältnissen (offiziell: Betriebsrichtung 07) fliegen die Flugzeuge in ca. 300 Metern Höhe über die Stadt, wobei in der Regel ein Lärmpegel von 70 dB(A), in der Spitze über 90 dB(A), erreicht werden. Damit ist Raunheim die am stärksten durch Fluglärm belastete Kommune im Flughafenbereich. Die Stadt hat deshalb ein Fluglärmentlastungskonzept entwickelt. Gegen den weiteren Flughafenausbau kämpft eine Bürgerinitiative.
Raunheim hat einen Yachthafen, der vom Yachtclub Untermain e. V. im ADAC betrieben wird. Er verfügt über 64 Liegeplätze für Sportboote bis 13 Meter Länge.
In Raunheim befindet sich eine Anlage zur Bestimmung der Fließgeschwindigkeit des Mains des Wasserstraßen- und Schifffahrtsamtes Main. Sie besteht aus einer Seilzugsanlage, welche über den Main gespannt ist.

### Bildung
In Raunheim gibt es eine Grundschule, die Pestalozzi-Schule, mit 700 Schülern und Schülerinnen. Die siebenzügige Grundschule ist Hessens größte Grundschule. Sie bietet Ganztagsbetreuung und zahlreiche Arbeitsgemeinschaften.
Die Anne-Frank-Schule ist eine sechszügige Integrierte Gesamtschule, die ebenfalls Ganztagsbetreuung und zahlreiche Arbeitsgruppen anbietet.
Die Stadt unterstützt die Schulen bei der Betreuung. Die Ziele sind im Bildungskonzept Raunheim festgelegt.
Weiterführende und berufsbildende Schulen gibt es zudem in der direkt angrenzenden Nachbarstadt Rüsselsheim am Main sowie in der Kreisstadt Groß-Gerau.

### Öffentliche Einrichtungen

#### Kindergärten
Raunheim verfügt über sieben kommunale Kindergärten, darunter einen Waldkindergarten, sowie zwei Kindergärten in evangelischer Trägerschaft. Die Stadt unterstützt die Tagesmütterbetreuung und einen Verein, der Kleinkinderbetreuung anbietet.

#### Mediathek
Die Mediathek befindet sich in der Stadtverwaltung, Am Stadtzentrum 1. Der Bestand der Bibliothek umfasst rund 19.000 Medien. Knapp 3700 Leser haben einen Leihausweis. Die Mediathek bietet regelmäßig Veranstaltungen an.

#### Medien
Die Tageszeitungen Main-Spitze und Rüsselsheimer Echo berichten mit einem eigenen Lokalteil über das Geschehen in der Stadt. Die Main-Spitze ist ein Tochterblatt der Allgemeinen Zeitung aus Mainz, siehe Verlagsgruppe Rhein Main, das Rüsselsheimer Echo gehört seit 2015 zur Frankfurter Neuen Presse.
Zudem gibt es kostenfreie Anzeigenblätter, die in Raunheim verteilt werden und auch über das Geschehen in der Stadt berichten: Rüsselsheimer Wochenblatt, Untermain Heute, Blitz-Tipp, Äppler.

#### Freiwillige Feuerwehr
Die Freiwillige Feuerwehr Raunheim wird durch die Stadt entsprechend dem Hessischen Gesetz über den Brandschutz, die Allgemeine Hilfe und den Katastrophenschutz (HBKG) unterhalten und durch den 1880 gegründeten Verein Freiwillige Feuerwehr Raunheim am Main unterstützt. Sie gewährleistet den Brand- und Notfallschutz. Die Feuerwehr zählte zum 31. Dezember 2013 50 männliche und acht weibliche Einsatzkräfte, 20 Mitglieder in der Jugendfeuerwehr sowie 13 Mitglieder in der Kinderfeuerwehr. Der umfangreiche Fuhrpark umfasst acht Fahrzeuge, zwei Boote und drei Anhänger. Um die gesetzlich vorgegebene personelle Leistungsstärke der Feuerwehr zu erhalten, hat die Stadtverordnetenversammlung im Februar 2009 ein in dieser Art in Hessen einmaliges Förderprogramm verabschiedet: Feuerwehrleute erhalten nach 25 Dienstjahren eine zusätzliche monatliche Rente, freien Eintritt in Schwimmbäder und bei Bedarf einen Zuschuss zur Kindergartenbetreuung. Die Stadt übernimmt die Kosten für den Erwerb des Lkw-Führerscheins und ermöglicht zinsvergünstigte Darlehen bei der Bildung von Wohneigentum. Wer zudem städtischer Bediensteter ist, hat Anspruch auf zwei Tage Sonderurlaub im Jahr.

#### Deutsches Rotes Kreuz
Die örtliche Bereitschaft des Deutschen Roten Kreuzes zählte im Juli 2017 insgesamt 1238 Fördermitglieder sowie 39 aktive Einsatzkräfte, deren Aufgaben sich weit gliedern. Des Weiteren gehören der DRK-Ortsvereinigung derzeit 15 Jugendrotkreuzler an. Insgesamt vier Fahrzeuge (zwei Rettungswagen, ein Einsatzleitwagen und ein Mannschaftswagen) stehen den Helfern zur Verfügung, um ihre vielfältigen Aufgaben zu leisten. Rund 8.000 Stunden wurden von den Helferinnen und Helfern jährlich ehrenamtlich geleistet.
Die DRK-Ortsvereinigung Raunheim-Kelsterbach schloss sich 2000 aus den beiden eigenständigen Ortsvereinen aus Raunheim und Kelsterbach zusammen, nachdem der Ortsverein Kelsterbach mit einem enormen Personalmangel zu kämpfen hatte und kurz vor der Auflösung stand. 37 Jahre (bis 2009) stand dem Ortsverein Lothar Hänel als Vorsitzender vor und prägte über viele Jahre den Auf- und Umbau des Vereins, bevor er aus gesundheitlichen Gründen 2009 das Amt an Jürgen Michel übergab. 2012 übergab dieser nach nur einer Legislaturperiode die Vereinsgeschäfte an Volker Drees, der seit Juli 2012 den Verein führt.
Lange Jahre wurde die Einsatzabteilung von Thomas Harbich geleitet. Seit 2006 liegt die Leitung der Einsatzabteilung in den Händen von Alexander Hänel.
Seit 2006 besteht zwischen der DRK-Ortsvereinigung und den beiden Städten Raunheim und Kelsterbach eine vertragliche Vereinbarung zur Förderung und Unterstützung der Hilfsorganisation. Dieser Vertrag ist einzigartig in seiner Form und wurde von Lothar Hänel mit den beiden damaligen Bürgermeistern Thomas Jühe (Raunheim) und Erhard Engisch (Kelsterbach) konzipiert, um die örtliche Hilfsorganisation zukünftig zu unterstützen.
Die sanitätsdienstliche Sicherstellung bei Sport- und sonstigen Großveranstaltungen, die Einsatzbereitschaft zu Unterstützung der beiden örtlichen Feuerwehren, eine gut sortierte Kleiderkammer, acht Blutspendetermine in Raunheim und Kelsterbach und nicht zuletzt die Hintergrundverstärkung des Rettungsdienstes sind nur einige Aufgaben, die erfüllt werden.
Zwei „neue“ gebrauchte Rettungswagen stehen dem DRK-Ortsverein Raunheim-Kelsterbach seit dem Mai 2010 zur Verfügung und sorgen vor allem bei Paralleleinsätzen in Raunheim und Kelsterbach, sowie bei der Vielzahl von Diensten, dass immer ein Rettungswagen auch zur Notfallrettung bereitgehalten wird. Seit einiger Zeit wird an einem neuen Konzept für einen Gerätewagen gearbeitet.
Im Dezember 2011 erhielt die DRK-Ortsvereinigung Raunheim-Kelsterbach aus den Händen von Bundesinnenminister Hans-Peter Friedrich den Förderpreis Helfende Hand 2011 in der Kategorie Innovative Konzepte für das Ausbildungs-Konzept EASI – Helfende Hände altern nicht, einer Ersthelfer-Ausbildung für Senioren und Interessierte ab 60.
Den speziell auf Senioren zugeschnittene Lehrgang gliedert sich in zwei Stufen und führt die Teilnehmer mit Basiswissen durch Notfallsituationen im täglichen Ablauf.
So konnten hierdurch alleine im Jahr 2011 über 100 Teilnehmer aus Raunheim geschult werden. Die Jury beeindruckte das Konzept und vor allem die Tatsache, dass hier auf den demographischen Wandel eingegangen wird.

## Persönlichkeiten
- Johannes Justus Rein (1835–1918), deutscher Geograph und Japanologe, in Raunheim geboren
- Wilhelm Mauer (1903–1974), Politiker (KPD Hessen), Landtagsabgeordneter, in Raunheim geboren
- Heinz Ackermann (1921–1986), deutscher Biologe, Gründer des Vivariums in Darmstadt, in Raunheim geboren
- Erwin Lang (1924–2020), Politiker, 1955–1969 Bürgermeister von Raunheim
- Walter Renneisen (* 1940), Theater- und Fernsehschauspieler, aus Mainz, in Raunheim aufgewachsen
- Thomas Jühe (1963–2022), Politiker, 2000–2022 Bürgermeister, Ehrenbürgermeister ab 2022
- Youssef Mokhtari (* 1979), Fußballspieler, lebt in Raunheim und ist dort aufgewachsen
- Oualid Mokhtari (* 1982), Fußballspieler, lebt in Raunheim und ist dort aufgewachsen
- Cenk Tosun (* 1991), Fußballspieler, aus Wetzlar, in Raunheim aufgewachsen